# Matjaž Kladnik
Matjaž Kladnik, slovenski smučarski skakalec, * 19. september 1975, Ljubljana.
Kladnik je za Slovenijo nastopil na Zimskih olimpijskih igrah 1994 v Lillehammerju, kjer je osvojil 19. mesto na srednji skakalnici, 27. mesto na veliki skakalnici ter deveto mesto na ekipni tekmi. V svetovnem pokalu je med sezonama 1992/93 in 1995/96 sedemnajstkrat osvojil točke na posamičnih tekmah in štirikrat na ekipnih. Na posamičnih tekmah se mu je trikrat uspelo uvrstiti v deseterico, 30. decembra 1992 je bil na tekmi turneje štirih skakalnic v Oberstdorfu osmi, 17. decembra 1993 je v Courchevelu s sedmim mestom dosegel uvrstitev kariere, 28. januarja 1996 pa je dosegel deveto mesto na tekmi v Zakopanah. Na svetovnih prvenstvih v smučarskih skokih je zasedel 49. mesto na veliki in 51. mesto na srednji skakalnici leta 1993 v Falunu ter 45. mesto na veliki skakalnici leta 1995 Thunder Bayu. Na svetovnih prvenstvih v smučarskih poletih je zasedel 30. mesto leta 1994 na planiški velikanki in 39. mesto leta 1996 na Kulmu. 